# Berik
Berik er en børnefilm fra 2010 instrueret af Daniel Joseph Borgman efter eget manuskript.

## Handling
Berik, en kort film om venskab og forståelse, finder sted i Semey, Kasakhstan. Berik, 33, blind og vanskabt af radioaktiv stråling, bruger sine dage alene derhjemme, mens hans bror er på arbejde. Indtil Adil, 11, den yngste og mindst populær dreng af børnene i boligblokken, dukker op ved Beriks lejlighed, da han leder efter den lokale bølles fodbold, som han har mistet.